# Franz Novak (Politiker)
Franz Novak (ab 1880: Ritter von) (* 4. April 1817 in Hollenburg/Kotmara; † 10. Februar 1890 in Klagenfurt) war ein österreichischer Verwaltungsjurist und Politiker.

## Leben
Novak war der Sohn des Pflegers auf der Hollenburg Franz Novak (1778–1853) und dessen Ehefrau Theresia geb. Konrad (1789–1860). Josef Novak war sein Bruder. Er war römisch-katholisch und heiratete am 23. November 1845 Marie Kraßnig. Aus der Ehe gingen zwei Söhne und vier Töchter hervor. Er war Schwiegervater von Friedrich Gängl von Ehrenwerth.
Novak studierte bis 1839 Rechtswissenschaften an der Universität Graz. Im Jahr 1841 legte er die Zivil- und Kriminalrichteramtsprüfung ab. Nach dem Richteramtsexamen für schwere Polizeiübertretungen und aus politischer Gesetzeskunde legte er am 3. Februar 1842 den Richteramtseid ab und trat in den Patrimonialdienst in Kärnten und in der Steiermark. Seit 1845 war er Pfleger, Bezirkskommissär und Ortsrichter des Grafen Christalnigg in Waisenberg, Mittertrixen, Töllerberg und Eberstein.
1850 wechselte er in den Staatsdienst als Bezirksrichter in Rosegg/Rožek. Im Jahr 1854 wurde er Bezirksvorsteher in Eberndorf/Dobrla vas. Seit 1858 war er Vorsteher der Grundlasten-, Ablösungs- und Regulierungs-Lokalkommission für Oberkärnten. Im Jahr 1868 wurde er Bezirkshauptmann von Klagenfurt, 1872 Statthaltereirat und 1874 stellvertretender Landespräsident. Im Oktober 1880 wurde er nach Sarajevo in die Abteilung für Justiz und Politik der bosnischen Landesregierung versetzt. 1883 trat er in den Ruhestand und kehrte nach Klagenfurt zurück. Er ist auf dem Friedhof St. Ruprecht begraben.

## Politik
Der Abgeordnete im Kärntner Landtag Andreas/Andrej Einspieler schied am 30. August 1863 wegen Wahlrechtsverlust aus dem Landtag aus. Als Nachfolger wurde Franz Novak am 9. November 1863 gewählt und am 2. März 1864 angelobt. Im Landtag, dem er bis zum Ende der ersten Wahlperiode am 2. Januar 1867 angehörte, war er Mitglied des Finanz-, des Revisions- und des Verifikationsausschusses. Er gehörte dem Klub Deutschliberale an.

## Auszeichnungen
1879 erhielt er den Orden der Eisernen Krone III. Klasse und er wurde in den Ritterstand erhoben und mit dem Titel eines Hofrats ausgezeichnet. 1883 erhielt er das Komturkreuz des Franz-Joseph-Ordens.